# Gran Premio de Fráncfort 2024
La 61.ª edición de la clásica ciclista Gran Premio de Fráncfort (nombre oficial en alemán: Eschborn-Frankfurt der Radklassiker) fue una carrera en Alemania que se celebró el 1 de mayo de 2024 con inicio en la ciudad de Eschborn y final en la ciudad de Fráncfort del Meno sobre un recorrido de 201,5 kilómetros.
La carrera formó parte del UCI WorldTour 2024, calendario ciclístico de máximo nivel mundial, siendo la vigesimoprimera competición del calendario de máxima categoría mundial y fue ganada por el belga Maxim Van Gils del Lotto Dstny. Completaron el podio, como segundo y tercer clasificado respectivamente, el español Alex Aranburu del Movistar y el estadounidense Riley Sheehan del Israel-Premier Tech.

## Recorrido
El recorrido fue un poco similar a la edición anterior con salida en la ciudad de Eschborn y llegada en la ciudad de Fráncfort del Meno sobre un recorrido de 201,5 kilómetros, donde se incluyó el paso por 10 cotas y más de 2800 metros de desnivel acumulado.

## Equipos participantes
Tomaron parte en la carrera 19 equipos: 14 de categoría UCI WorldTeam y 5 de categoría UCI ProTeam. Formaron así un pelotón de 133 ciclistas de los que acabaron 96. Los equipos participantes fueron:
| WorldTeams (14)- Alpecin-Deceuninck - Arkéa-B&B Hotels - Bahrain Victorious - Bora-Hansgrohe - Cofidis - Decathlon-AG2R La Mondiale - EF Education-EasyPost - Intermarché-Wanty - Lidl-Trek - Movistar Team - Soudal Quick-Step - Team dsm-firmenich PostNL - Team Jayco AlUla - UAE Team Emirates ProTeams (5)- Israel-Premier Tech - Lotto Dstny - Q36.5 Pro Cycling Team - Tudor Pro Cycling Team - Uno-X Mobility |
| |

## Clasificación final
- La clasificación finalizó de la siguiente forma:[3]

### Clasificación general
| \| Clasificación general \| Clasificación general \| Clasificación general \| Clasificación general \| Clasificación general \| \| Ciclista \| Ciclista \| Equipo \| Tiempo \| \| \| --------------------- \| --------------------- \| ------------------------- \| --------------------- \| --------------------- \| \| 1.º \| Maxim Van Gils \| Lotto Dstny \| 4 h 46 min 48 s \| \| \| 2.º \| Alex Aranburu \| Movistar Team \| + 0 s \| \| \| 3.º \| Riley Sheehan \| Israel-Premier Tech \| + 0 s \| \| \| 4.º \| Lukas Nerurkar \| EF Education-EasyPost \| + 0 s \| \| \| 5.º \| Roger Adrià \| Bora-Hansgrohe \| + 0 s \| \| \| 6.º \| Kobe Goossens \| Intermarché-Wanty \| + 0 s \| \| \| 7.º \| Kevin Vermaerke \| Team dsm-firmenich PostNL \| + 0 s \| \| \| 8.º \| Søren Kragh Andersen \| Alpecin-Deceuninck \| + 0 s \| \| \| 9.º \| Marc Hirschi \| UAE Team Emirates \| + 0 s \| \| \| 10.º \| Markus Hoelgaard \| Uno-X Mobility \| + 0 s \| \| |                      |                           |                 |
| |                      |                           |                 |
| Fuente: ProCyclingStats |                      |                           |                 |
| Clasificación general |                      |                           |                 |
| Ciclista | Ciclista             | Equipo                    | Tiempo          |
| 1.º | Maxim Van Gils       | Lotto Dstny               | 4 h 46 min 48 s |
| 2.º | Alex Aranburu        | Movistar Team             | + 0 s           |
| 3.º | Riley Sheehan        | Israel-Premier Tech       | + 0 s           |
| 4.º | Lukas Nerurkar       | EF Education-EasyPost     | + 0 s           |
| 5.º | Roger Adrià          | Bora-Hansgrohe            | + 0 s           |
| 6.º | Kobe Goossens        | Intermarché-Wanty         | + 0 s           |
| 7.º | Kevin Vermaerke      | Team dsm-firmenich PostNL | + 0 s           |
| 8.º | Søren Kragh Andersen | Alpecin-Deceuninck        | + 0 s           |
| 9.º | Marc Hirschi         | UAE Team Emirates         | + 0 s           |
| 10.º | Markus Hoelgaard     | Uno-X Mobility            | + 0 s           |

## Ciclistas participantes y posiciones finales
Convenciones:
- AB-N: Abandono en la etapa "N"
- FLT-N: Retiro por llegada fuera del límite de tiempo en la etapa "N"
- NTS-N: No tomó la salida para la etapa "N"
- DES-N: Descalificado o expulsado en la etapa "N"

## UCI World Ranking
El Gran Premio de Fráncfort otorgó puntos para el UCI World Ranking para corredores de los equipos en las categorías UCI WorldTeam, UCI ProTeam y Continental. Las siguientes tablas son el baremo de puntuación y los diez corredores que obtuvieron más puntos:
| Posición   | 1.º | 2.º | 3.º | 4.º | 5.º | 6.º | 7.º | 8.º | 9.º | 10.º | 11.º | 12.º | 13.º | 14.º | 15.º-20.º | 21.º-30.º | 31.º-50.º | 51.º-55.º | 56.º-60.º |
| Puntuación | 300 | 250 | 215 | 175 | 120 | 115 | 95  | 75  | 60  | 50   | 40   | 35   | 30   | 25   | 20        | 12        | 5         | 2         | 1         |

| Clasificación |                      |                       |        |
| Ciclista      | Ciclista             | Equipo                | Puntos |
| ------------- | -------------------- | --------------------- | ------ |
| 1.º           | Maxim Van Gils       | Lotto Dstny           | 300    |
| 2.º           | Alex Aranburu        | Movistar              | 250    |
| 3.º           | Riley Sheehan        | Israel-Premier Tech   | 215    |
| 4.º           | Lukas Nerurkar       | EF Education-EasyPost | 175    |
| 5.º           | Roger Adrià          | Bora-Hansgrohe        | 120    |
| 6.º           | Kobe Goossens        | Intermarché-Wanty     | 115    |
| 7.º           | Kevin Vermaerke      | dsm-firmenich PostNL  | 95     |
| 8.º           | Søren Kragh Andersen | Alpecin-Deceuninck    | 75     |
| 9.º           | Marc Hirschi         | UAE Emirates          | 60     |
| 10.º          | Markus Hoelgaard     | Uno-X Mobility        | 50     |